# Sacramentario di Drogo

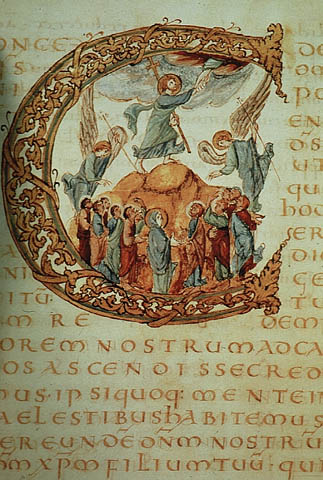
Folio 71v del Sacramentario di Drogo, ca. 850: un capolettera decorato C contiene l'Ascensione di Cristo.

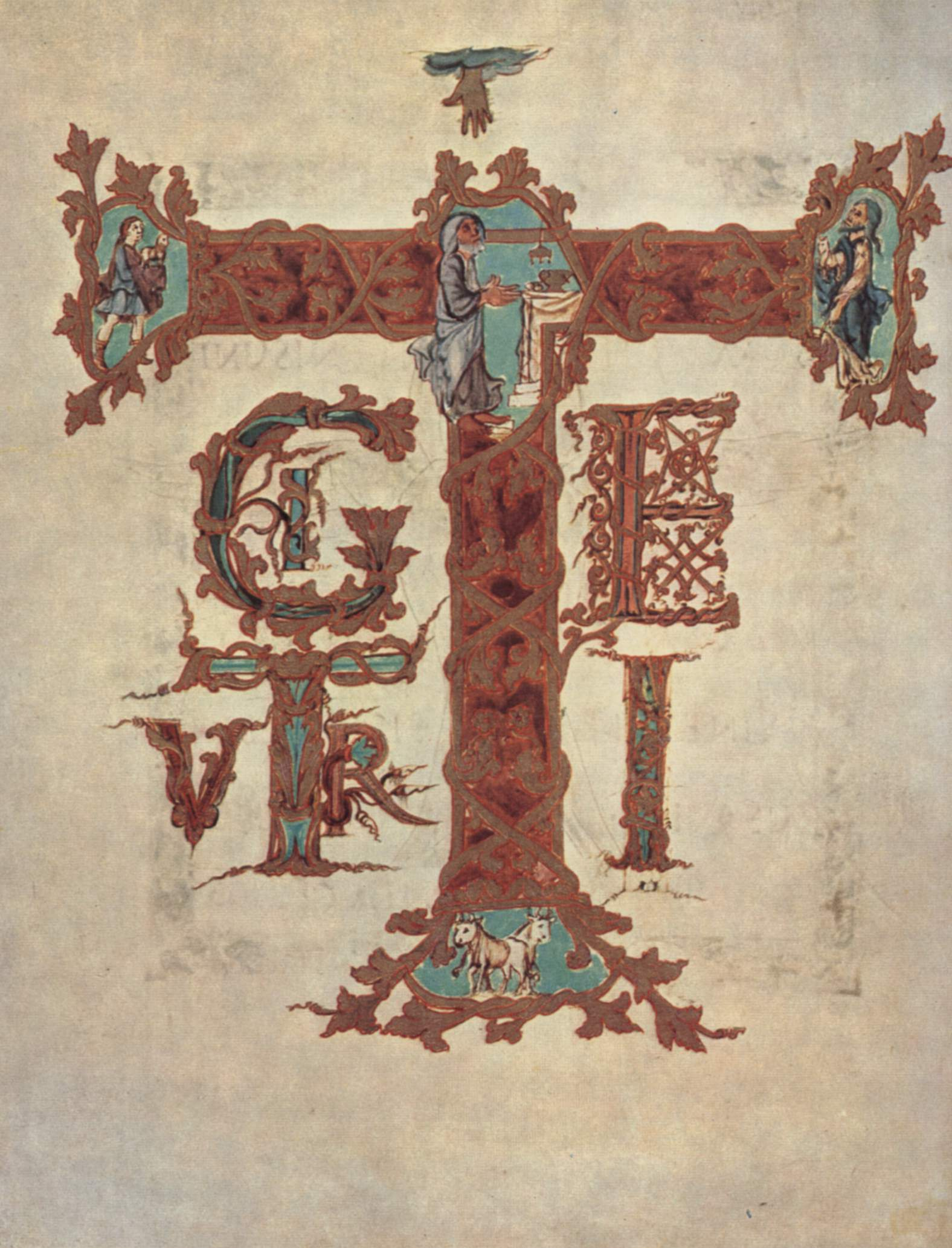
Capolettera decorato T dal Sacramentario di Drogo.

Il Sacramentario di Drogo (Parigi, Biblioteca nazionale di Francia, MS lat. 9428) è un manoscritto miniato carolingio su vellum dell'850 circa, uno dei monumenti dell'arte carolingia.  Un sacramentario è un libro contenente tutte le preghiere recitate da un presbitero officiante nel corso di un intero anno liturgico.

## Descrizione
Il Sacramentario venne scritto e dipinto per l'uso personale del figlio di Carlomagno, Drogo, vescovo di Metz. Metz fu un'importante sede vescovile: Carlo il Calvo fu incoronato nella Basilica e Luigi il Pio e il suo illegittimo fratellastro Drogo, il Vescovo, sono sepolti lì. Nel 843 Metz divenne la capitale del regno di Lotaringia e vi si svolsero diverse diete e consigli.
La posizione di Drogo gli consentì di essere uno dei grandi mecenati delle arti nel IX secolo. Abbellì la sua cattedrale di Metz con opere che si collocano tra i punti salienti dell'arte carolingia in bellezza e preziosità. Tra loro ci sono tre manoscritti superstiti della scuola di corte, di cui il Sacramentario di Drogo è il più maturo e compiuto.
Questo sacramentario non è il prodotto di uno scriptorium monastico ma rivela un'origine in una scuola di corte. Esso contiene solo quelle sezioni liturgiche pronunciate dal vescovo. Un esempio del carattere individuale della sua iconografia è la O iniziale della preghiera per la Domenica delle Palme, che contiene una Crocifissione di un nuovo tipo iconografico, quello che sarebbe stato chiamato Christus patiens, piuttosto che il Cristo trionfante sulla Croce (Christus triumphans), che era stata la norma. Nell'immagine, il cadavere torturato di Cristo sgorga acqua e sangue, raccolte da una figura femminile riconoscibile come l'Ecclesia, la Chiesa, in un calice, che sarebbe divenuto in futuro il Santo Graal. Il Serpente si trova alla base della croce e figure che rappresentano il Sole e la Luna testimoniano l'evento dall'alto. Lo stile del manoscritto, è considerato per mostrare l'influenza del mecenate, in un lavoro insolitamente unificato di un piccolo gruppo di artisti che lavorano in stretta collaborazione.
Ha le dimensioni di 264 mm x 214 mm ed è costituito da 130 folio, riccamente illustrati.